# Лог Осиновский
Лог Оси́новский — река в Аннинском районе Воронежской области России, левый приток Курлака, (бассейн Битюга).

## География
Протекает на землях Новокурлакского сельского поселения и Хлебородненского сельского поселения, впадая в реку Курлак к югу от села Хлебородное.
Русло реки извилистое. Берега местами крутые, достигая высоты примерно 30 м. Максимальная глубина водоёма в полую воду порядка двух метров. Летом Лог Осиновский местами пересыхает. Длина 4 км, площадь бассейна 81,2 км².
На Логу Осиновском растёт множество камыша, осоки. Обитают утки, куропатки, цапли.
Населённые пункты на реке от истока до устья:
- посёлок Новая Жизнь,
- посёлок Кретовка,
- село Хлебородное.